# Showgrounds
Showgrounds – stadion piłkarski w Sligo, w Irlandii. Obiekt może pomieścić 6100 widzów. Został otwarty w 1929 roku. Swoje spotkania rozgrywa na nim drużyna Sligo Rovers F.C.